# 포 비나수오르
포 비나수오르(Po Binasuor, 比那索爾) 또는 쩨봉응아(베트남어: Chế Bồng Nga / 制蓬峩/制蓬峨 제봉아, ? ~ 1390년 2월 8일)는 참파 제13왕조(1318년 ~ 1390년)의 왕(재위: 1360년 ~ 1390년)이다.중국 명나라 때 서적에 의하면 아답아자(阿答阿者/阿荅阿者)라고도 한다. 즉위 후 베트남에게 빼앗겼던 참파의 옛 땅을 되찾기 위해 군사력을 기르고 베트남에서 도망쳐온 반란자를 이용하는 등 노력을 하였다. 이후 여러 차례 전쟁을 일으켜 세 번(1371년, 1377년, 1378년)이나 쩐 왕조의 수도 탕롱을 점령하였고, 반격해온 쩐 예종을 전사시키기도 하였다. 1390년에 쩐 왕조와 교전하던 중 전사하였고, 참파가 베트남을 이렇게 밀어붙인 것은 유례없는 일이었기 때문에 참파인들로부터 '영웅국군(英雄國君)'이란 칭송을 들었다.